# 조선 의옥
조선 의옥(造船疑獄)은 전후 일본에서 계획조선(計画造船)을 추진하는 과정에서 이자를 경감시키는 「외항선 건조 이자 보급법」 제정을 둘러싼 뇌물 수수 사건이다. 1954년 1월 강제 수사가 시작됐으며 정계·재계·관료의 피의자 다수가 체포되어 요시다 내각이 쓰러지는 계기가 된 사건이기도 하다.

## 경위

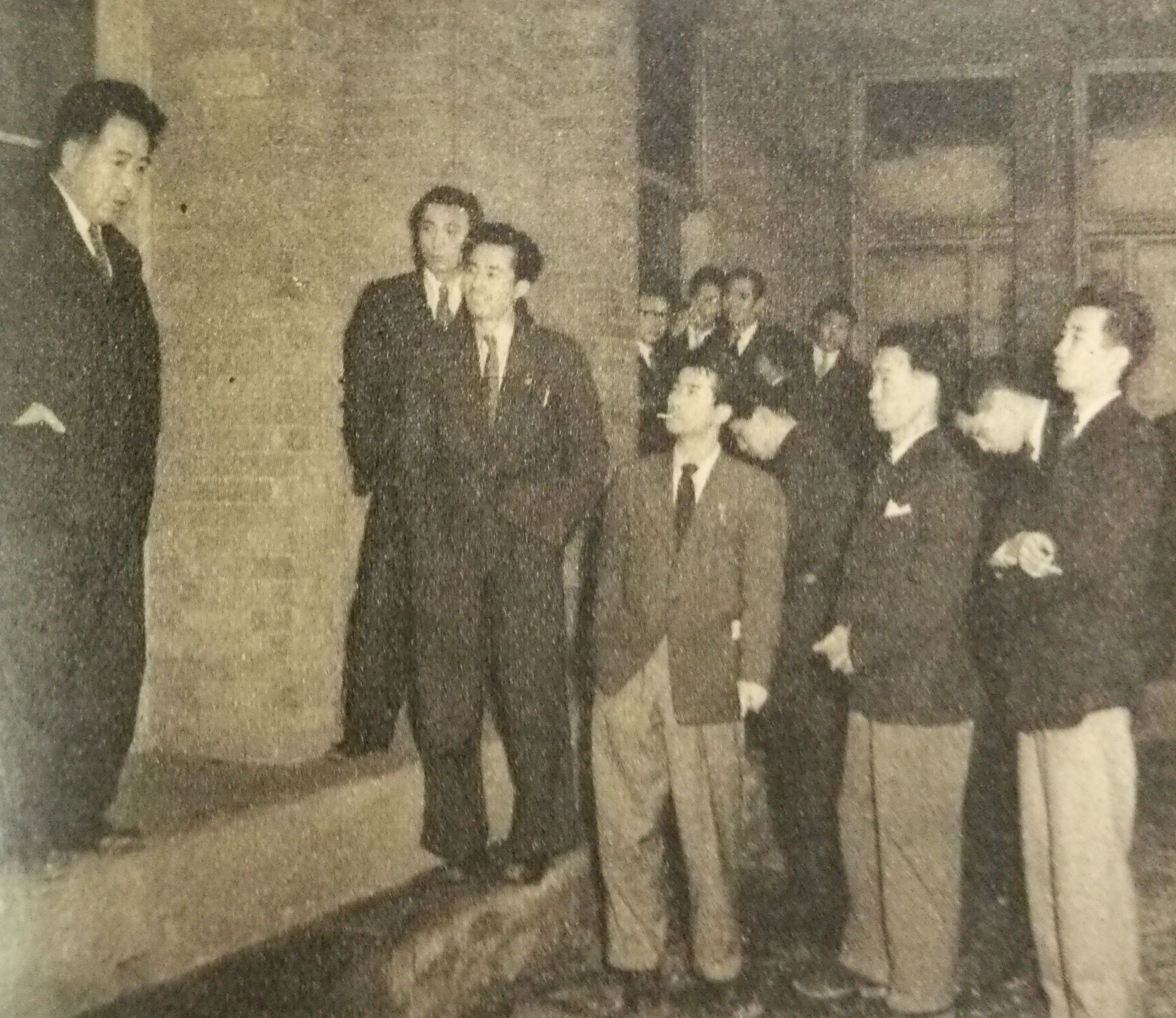
자유당 부간사장이 사임하는 날 기자단에게 무죄를 호소하는 아리타 지로

도쿄지검 특수부가 해운 및 조선 업계 간부를 체포하는 것에서 수사가 시작되었으며 수사 주임검사인 가와이 신타로가 오노 반보쿠, 아리타 지로 등 국회의원을 체포함으로서 그 범위가 관료와 정계까지 퍼져갔다.
1954년 4월 20일 검찰은 당시 여당이던 자유당의 사토 에이사쿠 간사장을 제3자 뇌물수수 용의로 체포할 방침을 결정했다. 하지만 다음날 이누카이 다케루 법무대신은 방위청 설치법과 자위대법 등 중요 법안을 심의하고 있다는 이유로 검찰청법 제14조에 따른 지휘권을 발동해 사토 도스케 검사총장에게 체포 중지와 임의 수사를 지시했다. 이후 이누카이는 사표를 제출했다. 후임 법무대신인 가토 료고로는 국회 폐회 직전인 6월 9일에 지난 4월의 법무상 지시는 자연 소멸될 것임을 사토 검사총장에게 전달한다. 이후 검찰은 사토의 뇌물수수 혐의를 뒷받침하기 어렵단 이유로 결국 사토의 체포를 포기했다.
4월 23일 참의원 본회의에서 지휘권 발동에 관한 내각 경고 결의가 가결되었다. 중의원은 9월 6일 결산위원회를 열어 증인을 신문했는데 사토 검사총장은 이 자리에서 지휘권 발동 때문에 수사에 지장이 생겼다고 증언했다. 한편, 요시다 시게루 총리에게도 증인으로서 출석할 것을 의결했으나 요시다는 공무와 병을 핑계로 이를 거부했다. 중의원은 요시다의 거부 사유가 불충분하다고 하여 의원증언법 위반으로 요시다를 고발했으나 불기소 처분이 내려졌다.
체포된 사람은 71명에 이르렀으며 이 중 35명이 기소됐다. 의옥의 중심에 있던 것은 23명으로 이 중 7명이 무죄, 12명이 집행유예의 징역형, 2명이 벌금형을 받았다. 사토 간사장과 자유당 회계책임자는 자유당으로의 자금 유입과 관련해 정치자금규정법 위반으로 불구속 기소되었으나 사면됐다.

## 지휘권 발동의 시비

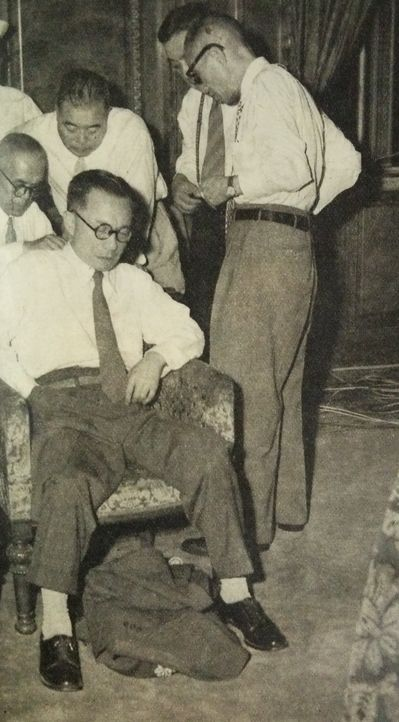
1954년 9월 6일 중의원에 증인 소환되어 야당의 추궁을 받는 사토 검사총장 (의자에 앉아 있는 사람)

본래 법무대신의 지휘권은 기소권을 독점하고 있는 검찰을 민주주의에 기반한 내각의 일원인 국무대신이 견제하기 위한 구조로 만들어졌으나 사토 간사장을 구하기 위한 수단으로 악용되고 말았다. 이는 일본 민주주의의 뼈아픈 실패라는 의견이 있다.
사토 간사장은 체포는 면했으나 정치권이 검찰에 개입한 셈이기 때문에 일본 정치사의 오점으로 남았다. 이를 계기로 정치는 검찰에 관심을 가지는 것조차 금기시하는 상황이 되었다고 한다.
다만 지휘권 발동은 훗날 도쿄지검 특수부가 지나치게 강경한 방식으로 수사를 진행하자 이를 우려한 검찰의 한 간부에 의해 강제 수사를 중단시키기 위한 방법으로 고안된 것이었다. 당시 조선업계에서 자유당으로 자금 이동이 있었던 것은 확실하지만 이것이 정치 헌금 그 이상의 성격을 갖는 것인지는 불확실하여 뇌물 수수로 입건하기에는 어려움이 있었다. 수사 방침이 대립하고 있던 와중에 가와이가 무리하게 수사를 진행하고 있었던 것이다.
한편 사토 간사장의 일기에 의하면 그는 지휘권 발동을 실시하지 않는 이누카이를 파면해서라도 지휘권을 발동해야 한다고 요시다를 압박했다고 한다. 실제로 이누카이는 지휘권 발동에 회의적이었고 요시다의 압박을 이기지 못해 지휘권을 발동하게 되지만 그 다음날 곧바로 사임해버렸다.이누카이는 또한 1960년 『분게이슌주』에 기고하기를 지휘권을 발동하여 법무성과 검찰청 간부를 인책·사임시키고 의중의 남자를 검사총장에 앉히려는 한 정치인과 검찰 간부의 의혹이 있었다고 폭로했다.
다만 검찰 내에서 지휘권 발동을 제안한 사람이 누구인지는 지금까지 명확하게 밝혀지지 않았다. 한때 기시모토 요시히로 당시 대검 차장검사가 유력시되었지만 비판적인 의견도 나왔다. 와타나베 후미유키의 경우에는 사토 다쓰오 법제국 장관이 첫 제안자라고 밝히기도 했다.

## 여파
NHK 라디오 방송 『유머 극장』은 이 사건에 대한 신랄한 풍자 콩트를 방송했다. 이를 안 사토 간사장이 격노하여 그해 6월 해당 방송은 중지되고 말았다.

## 관련 서적
- 와타나베 후미유키 『지휘권 발동 - 조선 의옥과 전후 검찰의 대립』 信山社出版, 2005년
- 다나카 지로, 사토 이사오, 노무라 지로 『전후 정치재판사록 2』 제1권 法規出版, 1980년